# TMPRSS2
La serina proteasa transmembrana 2, o TMPRSS2 (de l'acrònim en anglès Transmembrane protease serine 2), és un enzim codificat en els humans per un gen del mateix nom i que es troba en el cromosoma 21.

## Funció
El gen codifica una proteïna que pertany a la família de les proteases serina. La proteïna conté un domini transmembrana de tipus II, un domini receptor de classe A, un domini receptor scavenger ric en cisteïnes i un domini proteasa. Se sap que les proteases serina es troben implicades en molts processos patològics i fisiològics. Es demostrà que el gen era regulat positivament per hormones androgèniques en les cèl·lules de càncer de la pròstata i regulat negativament en teixit cancerós de pròstata independent d'andrògens. El domini proteasa de la proteïna es pensa que és tallat i segregat en el medi cel·lular mitjançant l'acció de la mateixa proteïna sobre si mateixa. La funció biològica d'aquest gen encara és desconeguda.

## Fusió amb el gen ERG
La funció de la proteïna TMPRSS2 en la carcinogènesi prostàtica depèn de la sobre-expressió dels factors de transcripció ETS, com ara ERG i ETV1, a través de la fusió gènica. La fusió dels gens TMPRSS2 i ERG és la més freqüent, entre un 40% i un 80%, dels càncers de pròstata humans. La sobre-expressió d'ERG contribueix al desenvolupament de la independència als andrògens en el càncer pròstata a través de la disrupció de la senyalització del receptor d'andrògens.

## Relació amb els coronavirus
Alguns coronavirus, com p. ex. el SARS-CoV o el SARS-CoV-2, s'activen per TMPRSS2 i, per tant, poden ser inhibits amb inhibidors de TMPRSS2. El SARS-CoV-2 utilitza el seu receptor humà ACE2 per a l'entrada a la cèl·lula hoste i la proteasa serina TMPRSS2 per al processament de la proteïna S viral en el seu interior. Un inhibidor de la TMPRSS2 aprovat per a ús clínic en blocava l'entrada i podria constituir una opció de tractament.